# .tm
A .tm Türkmenisztán internetes legfelső szintű tartomány kódja, melyet 1997-ben hoztak létre. Az Internet Computer Bureau felügyeli.
A tartományt a védjeggyel rendelkezőknek ajánlották, mert a védjegy általánosan használt rövidítése a TM.

## Második szintű tartománykódok
- com.tm
- co.tm
- org.tm
- net.tm
- nom.tm
- edu.tm
- gov.tm
- mil.tm

™kódja alt+0153